# Snårtimalior
Snårtimalior (Spelaeornis) är ett fågelsläkte i familjen timalior inom ordningen tättingar med åtta mycket små arter som förekommer från Himalaya till Vietnam:
- Roststrupig snårtimalia (S. caudatus)
- Mishmisnårtimalia (S. badeigularis)
- Bandvingad snårtimalia (S. troglodytoides)
- Blekstrupig snårtimalia (S. kinneari)
- Nagasnårtimalia (S. chocolatinus)
- Chinsnårtimalia (S. oatesi)
- Ockrabröstad snårtimalia (S. longicaudatus)
- Gråbukig snårtimalia (S. reptatus)